# Wefaq Sabratha
Maillots
Actualités
Le Al Wifaq Sporting, Social & Cultural Club Sabratha (en arabe : نادى الوفاق الرياضي الثقافي الاجتماعي بصبراته), plus couramment abrégé en Al Wifaq, est un club libyen de football fondé en 1957 et basé dans la ville de Sabratha.

## Joueurs notables
- Omar Daoud